# Louis Deschamps (homme politique)
Pour les articles homonymes, voir Deschamps et Louis Deschamps.
Louis Deschamps, né le 23 décembre 1878 à Lamballe (Côtes-d'Armor) et mort le 24 avril 1925 à Paris, est un homme politique français, affilié aux Radicaux indépendants et à l'Alliance démocratique.

## Biographie

### Carrière
Il est :
- Député Gauche radicale puis Gauche républicaine démocratique d'Ille-et-Vilaine de 1913 à 1924 :
- Sous-secrétaire d'État à la démobilisation du 6 décembre 1918 au 28 novembre 1919 dans le gouvernement Georges Clemenceau (2) :
- Sous-secrétaire d'État aux Postes et Télégraphe du 28 novembre 1919 au 16 janvier 1921 dans les gouvernements Georges Clemenceau (2), Alexandre Millerand (1), Alexandre Millerand (2) et Georges Leygues.

### Action
Cet avocat inscrit au barreau de Rennes opta pour une Démobilisation à la fin de la Première Guerre mondiale à l'ancienneté, solution bien sûr critiquée mais qui s'avéra plus juste que le choix britannique, l'utilité économique. Deschamps, hostile aux monopoles publics, fut un défenseur du rôle international de la France dans les communications par câbles et par radio et soutint notamment la création de la Compagnie Radio France.

### Mort

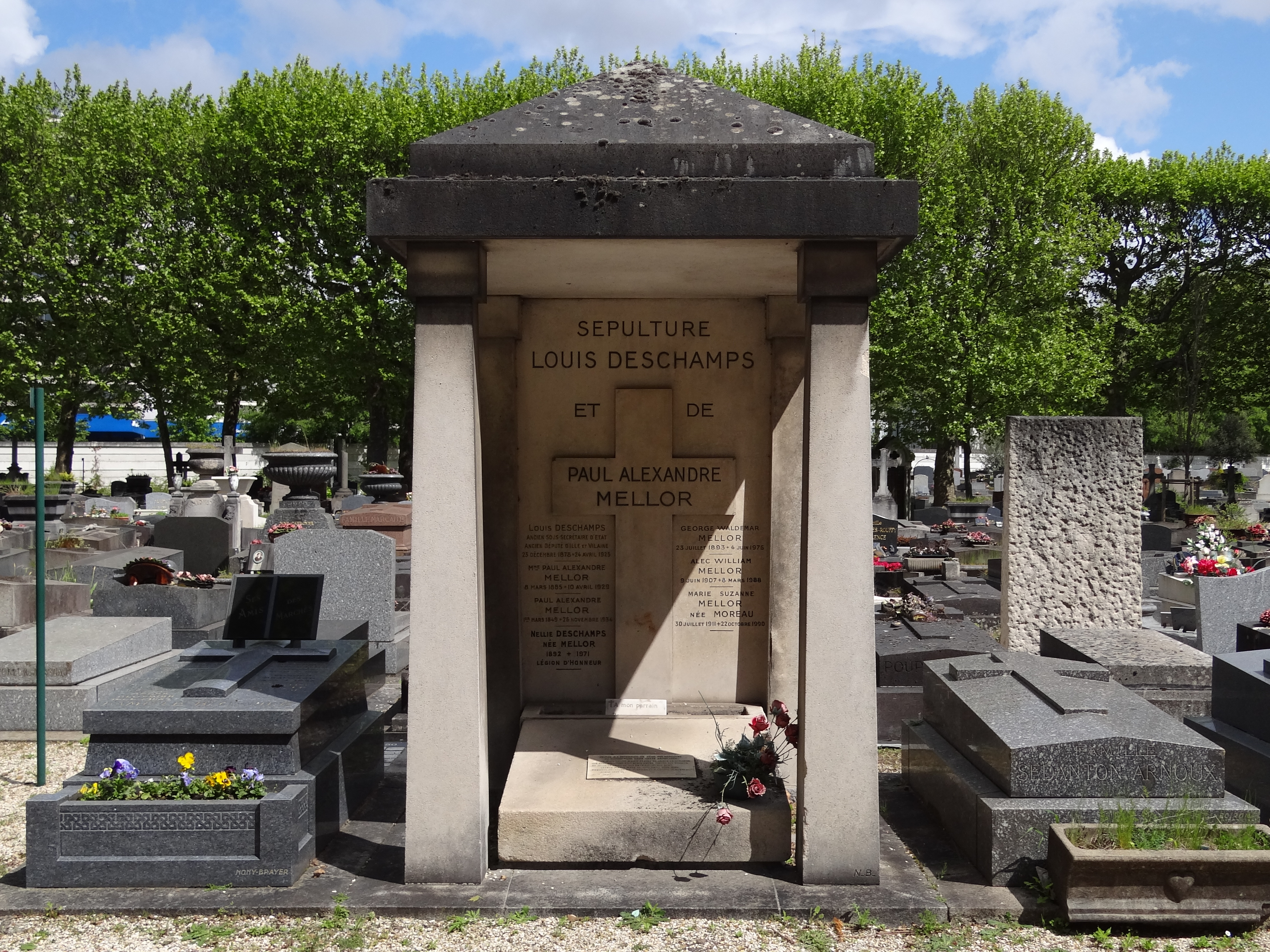
Tombe de Louis Deschamps au cimetière Pierre-Grenier de Boulogne-Billancourt.

Mort le 24 avril 1925 à Paris à l'âge de 46 ans, il est enterré au cimetière Pierre-Grenier de Boulogne-Billancourt (Hauts-de-Seine).

### Iconographie
- Portrait de M. Deschamps sous-secrétaire d'État, hst vers 1920 par Pierre Galle (1883-1960), œuvre non localisée[1]

### Sources
- « Louis Deschamps (homme politique) », dans le Dictionnaire des parlementaires français (1889-1940), sous la direction de Jean Jolly, PUF, 1960 [détail de l’édition]